# Fortschritt E 516 B

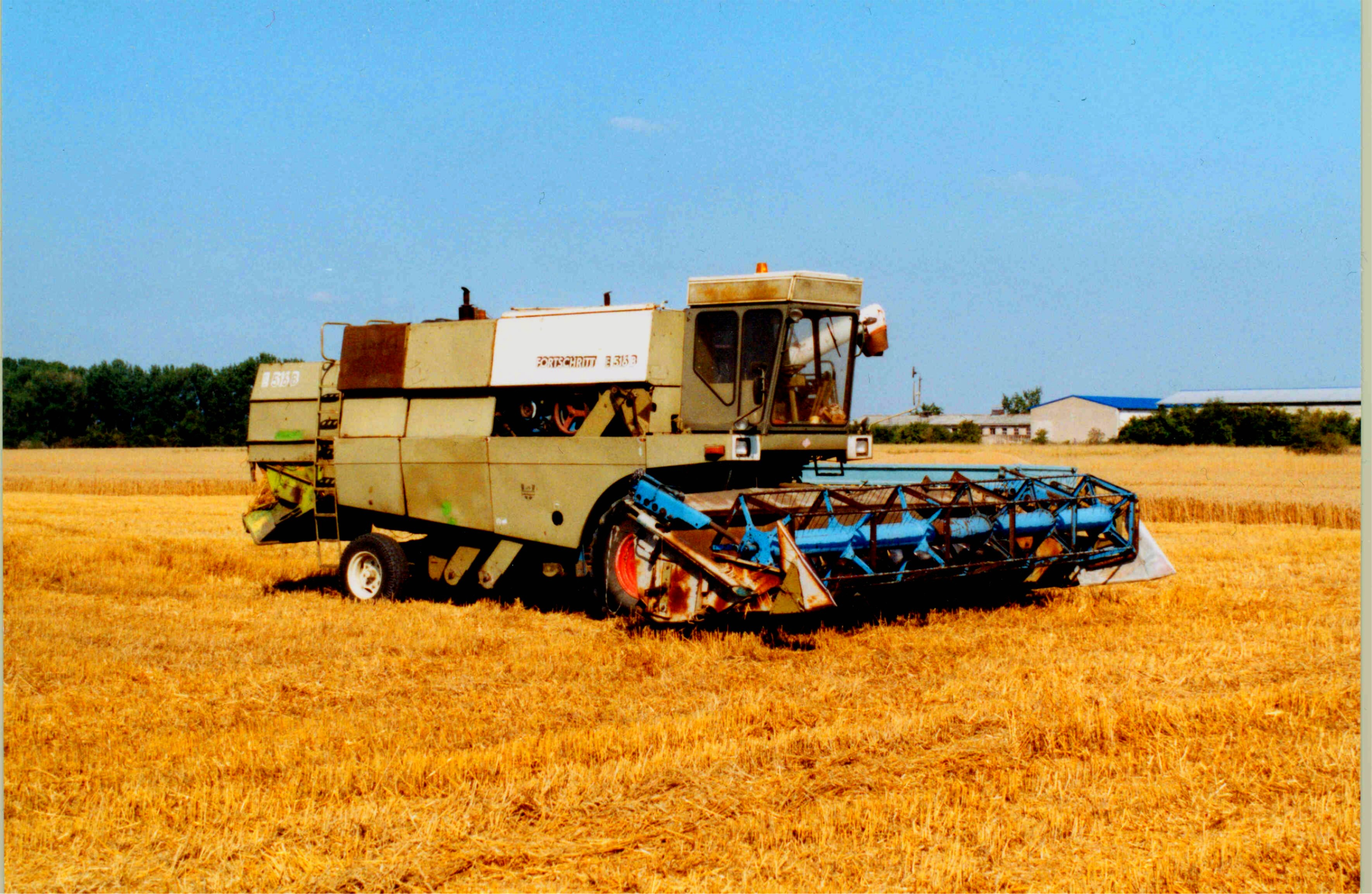
E 516B

Fortschritt E 516B – kombajn zbożowy produkowany w latach 1983–1988 w Bischofswerdzie. Był to jeden z największych kombajnów na świecie.

## Dane techniczne
Silnik:
- 8 cylindrowy Diesel
- Moc – 168 kW/228 KM
- Skokowa pojemność silnika – 13 120 cm³
- Pojemność zbiornika paliwa – 400 l

Pojazd:
- Prędkość maksymalna – 20 km/h
- Długość całkowita – 869 cm
- Szerokość bez hedera – 300 cm
- Wysokość – 398 cm
- Masa – 10090 kg
- Pojemność zbiornika na zboże – 5500 l

Zespół żniwny:
- Możliwa długość hedera – 580 cm/760 cm
- Liczba wytrząsaczy – 5
- Długość wytrząsaczy – 473 cm
- Szerokość omłotu – 80 cm